# 랜턴 힐
《랜턴 힐》(Lantern Hill)은 캐나다에서 제작된 케빈 설리반 감독의 1989년 영화이다. 소설 언덕 집의 제인에 기반을 둔다. 이 영화는 설리번 엔터테인먼트, 디즈니 채널, CBC가 공동으로 제작한 작품이다. 메이런 베넷 등이 주연으로 출연하였고 케빈 설리반 등이 제작에 참여하였다.

## 출연

### 주연
- 메이런 베넷
- 샘 워터스톤

### 조연
- 조 캘드웰
- 사라 폴리
- 콜린 듀헐스트
- 패트리시아 필립스

## 기타
- 원작자: 루시 모드 몽고메리
- Line PD: 데이비드 A. 쉐퍼드
- 미술: 페리 고라라
- 의상: 마샤 만
- 배역: 앤 테이트